# 中蘇聯合公報
中蘇聯合公報，是指中國與蘇聯所簽署的兩份公報。蘇聯共產黨中央委員會總書記米哈伊爾·戈巴契夫於1989年5月15日，應中國國家主席楊尚昆之邀訪問北京，兩國於5月18日簽署第一份聯合公報。1991年5月15日，中國共產黨中央委員會總書記江澤民訪問蘇聯，作為1989年戈巴契夫訪問中國的回訪，兩國於5月19日簽署第二份聯合公報。